# Erik Molin (radikalpietist)

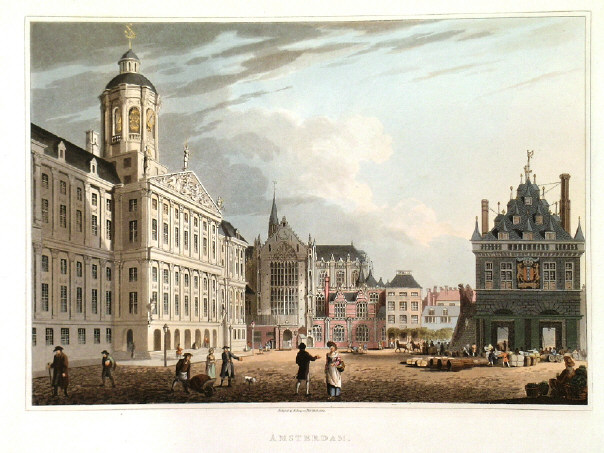
Amsterdam, där Erik Molin levde i landsflykt från omkring 1740.

Erik Molin, född omkring 1709 i Gävle, död den 28 juli 1755 i Amsterdam, var en svensk radikalpietist och teologisk och filosofisk författare. 

## Student i Uppsala och lärare i Stockholm
Molin blev student vid Uppsala universitet 1725 och tjänstgjorde 1726–29 som skrivare på landskansliet i Gävle. Där lärde han känna den på Gävle slott fängslade finske radikalpietisten Peter Schaefer, och tog djupa intryck av denne.
År 1729 kom Molin åter till Uppsala. Vid denna tid befann sig Johann Konrad Dippel i Stockholm, där han ivrigt spridde sina läror, vilket inverkade starkt även på den religiöse unge studenten, så att Molin, driven av ett "svärmiskt religionsnit, som han ansåg för en högre andes ingifvelse", 1729 erhöll konsistoriets tillstånd att predika, samtidigt som han tjänstgjorde som lärare vid en fattigskola.
År 1730 fick han anställning som lärare vid Erik Tolstadius' skola i Stockholm, varifrån han dock två år senare, under inflytande av Dippels vid den tiden synnerligen fruktade lärosatser, avgick och blev bokförare hos den likasinnade tyske köpmannen M. L. Bluth. Under sin lärartid i Stockholm hade han också kommit i kontakt med den radikala sekt som kallades Gråkoltarna.

## Anmäld för kyrkokritik
Efter en anmälan förhördes han i februari 1733 av Stockholms konsistorium. Under att han i november samma år befann sig i Uppsala för att bevara sina akademiska privilegier, kallades han till enskilt samtal av professor Schyllberg. Han delgav då denne sina åsikter, först muntligt, sedan i en på latin författad skrift med titeln "Brevis explanatio haeresium praecipuarum, quibus hodie studiosi theologiae et hinc auditores laici... a vera et vivifica per Christum veritatis cognitione detinentur..."
Formellt lugn och hovsam, innebar Molins skrift dock i realiteten en allvarsam kritik av den officiella kyrkfromhetens intellektualism, nomism och utvärtes formväsen i lättsinnigt förlitande på Kristi tillfyllestgörelse, utan omvändelse och heligt leverne. Härtill kom klart dippelianska avvikelser från kyrkans lära om sakramenten, försoningen, rättfärdiggörelsen med mera. Han omfattade också läran om ett särskilt nådeljus i människans inre.
Trots skriftens konfidentiella natur kallades han till förhör inför Uppsalakapitlet 1734, varvid Molin bestämt vidhöll och utvecklade sin åskådning och bland annat yttrade, att han erkände ingens auktoritet och inte trodde på de symboliska böckerna som ett orakel eller Guds ord.
Därefter fortsatte en långvarig religionsprocess. Ovillig att förtiga sin åskådning anmäldes Molin först för Svea hovrätt, som dock utlät sig, att Molin som "en dygdig och välartad yngling" ej borde arresteras, utan med offentligt understöd sändas till Uppsala för teologiska studier.

## Tre år i fängelse
Snart angiven igen, nu för olovligt predikande hos en pietistisk prästman och 1735 uppkallad i Justitierevisionen, nekade Molin på tillfrågan att gå i frivillig landsflykt. Efter ett fruktlöst samtal mellan honom och pastor primarius Erik Alstrin (senare biskop), insattes han 1735 i arrest på Kastenhof i Stockholm, där han under en lindrig fängelsetid flitigt besöktes och uppmanades av åtskilliga präster att avstå från sina meningar. Då hovrätten vid den påföljande prövningen emellertid ej fann Molin skyldig till utspridning av falsk lära, frikände den honom åter 1738.

## Till slut landsförvisad
Med stöd av det församlade prästeståndet och även av drottningen, lyckades det dock Alstrin att å högsta ort bedriva saken så, att eftersom Molin envist höll fast vid sina meningar och nekade att omfatta statskyrkans dogmer, blev han av hovrätten, efter åläggande från Kunglig Majestät, 1739 dömd till "ständig landsflykt". Han ålades samtidigt att till ärkebiskopen och pastor primarius Alstrin göra skriftlig avbön för de svåra utlåtelser, han haft om dem.
Samma år i oktober månad sattes Molin på ett fartyg och överfördes till svenska Stralsund, och sedan till tyskt område. Han uppehöll sig så någon tid i Rostock, sedermera i Altona, och efter att ha besökt åtskilliga tyska orter och träffat trosfränder där, bosatte han sig slutligen i Amsterdam.

## Skrifter i exil
I Rostock utgav Molin 1740 en till Sveriges ständer riktad, försonligt hållen berättelse om sitt mål jämte ett flertal akter med titeln "Die wahre und lebendige natur und kraft des Creutzes lesu Christi" et cetera. Från Tyskland begav sig Molin till Holland, där de betydande svenska köpmännen A. och J. Grill gav honom plats på sitt kontor och sannolikt även understöd för utgivandet av de förbisedda, men inte obetydliga skrifter som Molin nu utgav; samtliga, utom den nedan sist nämnda, tryckta i Amsterdam. Även här, under det han vid handelspulpeten sysslade med siffror och räkningar, fortsatte han sålunda att genom sina skrifter, än på holländska, än på svenska och latin, söka försvara sina trossatser och värva anhängare åt den lära som han ända intill döden ansåg för den rätta, samt att få sin dom upphävd eller mildrad.
Efter att år 1741 ha utgivit två teologiska skrifter, utkom 1742 "Erik Molins underdån. skrifwelse till Sweriges rikes höglovl. ständer ang. thess aflagde troos bekiännelse och i synnerhet om frij religionsöfning och hwad af en christelig regering til academiers, kyrkiors och scholors rätta nyttiande i akt tagas må" et cetera. Skriften är ett intressant led i 1700-talspietismens många framsynta förslag till kyrkans organisatoriska regeneration, med många tankar som först i vår tid beaktats och förverkligats. År 1743 skrev Molin ett hovsamt apologetiskt sändebrev till Erik Benzelius den yngre. Mera polemisk blev Molins "De oprechte biecht-vader" et cetera (1744), en versifierad vidräkning med olika kyrkor och sekter.
Uppgörelsen med herrnhutismen, som gjort dippelianismen stort avbräck och vunnit även dess 1741 landsförvisade ledare, Sven Rosén, kom 1745 med Molins långa lärobrev till greve Zinzendorf under titel "Het geestelyke Schibboleth" et cetera, jämte svar från Zinzendorf och Rosén. Med det filosofiska verket "Catena paradoxorum" (1746) verkar Molins egentliga produktion ha avslutats.
Efter avslaget på sin 1751 ingivna ansökan att få återkomma till Sverige, utgav dock Molin samma år i Hamburg denna ansökan under titel "Evangelium om Faderens kiärlek" et cetera, vari han fasthåller att han dömts utan skäl och bevis, men dock önskar innefattas i den allmänna amnestin. När skriften kom till Göteborg beslagtogs den. Molin framlevde sina sista år i Amsterdam, där han avled 1755.

## Insats för trosfriheten i Sverige
Molins – under rättegången yttrade och i hans skrifter bekräftade – åskådning överensstämmer i allt väsentligt med Johann Konrad Dippels, men företer ofta en personligt självständig formulering och bibelbevisning. Molins liksom Dippels kritik av kyrkolära och kyrkoliv är för övrigt inte rationalistiskt, utan etisk-religiöst motiverad. Hans omisskännliga begåvning, försynta väsen, djupt religiösa åskådning, fasta övertygelse och dyrt betalade personliga insats för tanke- och trosfrihetens sak i Sverige, gör honom till en av den svenska religiositetens största och mest sympatiska personligheter under 1700-talet.